# (36422) 2000 OS67
2000 OS67 (asteroide 36422) é um asteroide da cintura principal. Possui uma excentricidade de 0.17548480 e uma inclinação de 1.83872º.
Este asteroide foi descoberto no dia 23 de julho de 2000 por LINEAR em Socorro.